# Cantois
Cantois foi uma comuna francesa na região administrativa da Nova Aquitânia, no departamento da Gironda. Estendia-se por uma área de 8,18 km². Em 2010 a comuna tinha 227 habitantes (densidade: 27,8 hab./km²).
Em 1 de janeiro de 2019, passou a formar parte da nova comuna de Porte-de-Benauge.